# Аул Бага-Тур
Аул БагаТур е демонстрационно-атрактивен комплекс, открит на 18 октомври 2015 г. Намира се в парк „Аязмо“ в южната част на Старозагорската зоологическа градина и разполага с обща площ от 3 дка. Комплексът е изграден с доброволен двугодишен труд от членове на Прабългарска школа за оцеляване „Бага-Тур“ и е изпълнен в старинен стил от времето на аспаруховите прабългари. В Аула има изградени няколко площадки за различни видове игри – площадка за стрелба с лък, полигон за езда, експозиционен кът с възстановка на облекло и въоръжение от бита на прабългарите, зала за бойни умения и гимнастика. На всяка площадка има екипировка и настилка, която е обезопасена и е подходяща да се използва от деца.

## Название
Названието „аул“ е старобългарска дума, която означава временно селищно укрепление на прабългарите.

## Дейност в Аул Бага-Тур
Аулът предлага на посетителите спектакли, демонстрации и образователни въстановки от живота на нашите прадеди; организира школи за ученици и подрастващи. За три години (до 2018 г.) в Аула са проведени занимания със 138 ученически групи с 4477 деца от цялата страна, 1577 деца се забавляват увлекателно и смислено в 182 празника в Аула, а над 160 деца от страната и чужбина и техните родители се включват в детски летни лагери по системата на БагаТур организирани в региона.
В Аул Бага-Тур се провеждат занимания по езда и дресаж на коне, стрелба с лък от земя и от кон, историческа фехтовка, бойни умения, пресъздаване на древни обичаи, занаяти и други.

### Формирани групи
В Аула (към 2018 г.) официално участват общо 105 души от 5 до над 50 години, в следните групи:
- Детска подготвителна група „Хуни“ – деца между 5 и 9 години;
- Детска напреднала група „Хуни“ – деца, занимаващи се в Бага-Тур от поне два сезона;
- Група „Пагане“ – група за изучаване на древни танци, обичаи и участието на жената във военното изкуство;
- Група „Острието“ – каскадьорската представителна група на Бага-Тур от напреднали багатури;
- Група „Беркут“ – група за специализирани занимания по стрелба с лък и историческа фехтовка;
- Група за изучаване на Средновековната кухня.

Отделно е групата от Детска градина №10 „Светлина“, в която редовно се обучават по системата на БагаТур над 100 деца.

## Материална база
Аула предлага широк набор от дейности за спорт и образование, благодарение на разгърнатата, в първоначалния си замисъл, идея да съчетае архаичността с архитектурни решения и функционалност, посветена на заниманията в него. Включва: централна арена за демонстрации и изяви, покрити трибуни за зрители и VIP трибуни, плац за езда, „Тронна зала“, площадка за „Историческа фехтовка“, малка „зала“ с тепих за акробатика, голяма „зала“ с дюшеме за бойни изкуства и танци, площадка „Детски кът“ за игри, експозиционна „малка юрта“ с възстановки на елементи от бита и военното дело, „Крепостна стена“ за игри с лък от високо, площадка „Стрелба с лък“ – оборудвана с мишени и изградена по всички изисквания на Световната федерация по традиционна стрелба с лък (WTAF), площадка „Голямото игрище“ за игри, изискващи място и занимания с въртене на бич, работилница за занаяти и ремонт на екипировка, „Голяма юрта“ (диаметър 8 м) – организирана за лекции и занимания в старинна атмосфера, „Съвещателна стая“ – място за организиране и планиране на заниманията от ръководния състав. Всички площадки са застелени по изискванията за безопасност на децата при игри и занимания с противоударна настилка, тип изкуствена трева (близо 1500 м2).